# Miguel Gómez (fotograf)
Miguel Gómez (* 29. března 1974) je kolumbijsko-americký fotograf a vizuální umělec se sídlem v New Yorku, nejznámější svou prací v oblasti výtvarné fotografie, portrétu, redakční a krajinářské fotografie.
Gómez v současné době pracuje mezi Londýnem a New York City.

## Raný život a vzdělání
Základní a střední vzdělání dokončil na Colegio San Carlos, bilingvní soukromé škole, kterou navštěvoval v letech 1981 až 1992 v Bogotě v Kolumbii.
Po absolvování střední školy se Gómez zapsal na architektonickou školu na Universidad de Los Andes v Bogotě a nakonec v letech 1994 až 1999 pokračoval ve studiu na Univerzitě Jorge Tadea Lozana, kde získal titul bakalář umění v oboru reklama s důrazem na grafický design.
Během studia na reklamní škole se Gómez rozhodl vložit veškeré své úsilí do kariéry fotografa. Jeho působení v médiu se však datuje již od roku 1989, kdy mu bylo 15 let. Během let 1991–1992 (jeho poslední dva středoškolské roky) toto nadšení výrazně vzrostlo a téměř každý den po škole trávil v temné komoře zpracováváním filmových rolí, které pořídil  s 35mm fotografickou kamerou.
Gomezovy počáteční fotografické zájmy byly založeny na pohledech na ulici, architekturu a městskou krajinu. Později, když pracoval jako asistent fotografa (ještě jako student vysoké školy), Gómez navázal přímý kontakt s komerční fotografií, agenturami, módními foceními a většími produkcemi.
V roce 1998 přešel z menšího 35mm formátu na střední a velký formát a v roce 2000 se začal věnovat digitální fotografii. V důsledku zkoumání možností, které tyto formáty skýtaly, se jeho dílo vyvíjelo a zahrnovalo širší témata.

## Kariéra
Gómezova první redakční zakázka byla pro Architectural Digest Magazine / Latinskoamerická edice. Více než 5 let pracoval pro téměř všechny hlavní publikace v Bogotě a pro reklamní agentury jako Lowe & Partners/SSP3 (nyní MullenLowe Group ), Bates a Ogilvy &amp; Mather. Následně byly jeho fotografie uvedeny v některých z nejvýznamnějších kolumbijských časopisech: Fucsia, Cromos, SoHo (časopis), Estilo Fedco, Donjuan (časopis), Axxis, Semana a Rolling Stone (vydání North Cone). Jeho redakční práce zahrnovala módu, portrét, architekturu, fotografie a reportáž.
Jeho fotografická práce pro architekta Giancarla Mazzantiho byla také uvedena v The Phaidon Atlas of Contemporary World Architecture.
Gómezova práce byla také publikována v časopise Avianca a El Tiempo.
Gómez navíc 7 let přednášel o různých úrovních fotografie na nejvýznamnějších univerzitách v Bogotě. Pracoval v oblastech výtvarného umění, média, grafického designu, reklamy a pro inženýrské školy na Pontificia Universidad Javeriana, Politécnico Grancolombiano, Jorge Tadeo Lozano University, Central University a Francisco José de Caldas District University. Carolina Franco (tehdejší děkanka Školy výtvarných umění) mu také nabídla místo lektora fotografie na Škole výtvarných umění na Universidad de Los Andes, krátce poté, co se rozhodl vycestovat do Spojených států, Velké Británie a evropský kontinent, aby se zaměřil na svou osobní práci a rozšířil své mezinárodní zkušenosti.
Některá témata portrétů z Gómezovy kariéry sahají od kolumbijského exprezidenta Álvara Uribeho Véleze a politika a diplomata Noemí Sanína až po závodního automobilového jezdce Juana Pabla Montoyu a alternativní rockovou skupinu Aterciopelados.
Gómez dříve žil a pracoval v Los Angeles a Londýně v Anglii, kde pracoval jako nezávislý fotograf pro ASOS.com. V současné době (2020) sídlí v New Yorku. Kromě své fotografické kariéry se Gómez aktivně věnuje uměleckým a kurátorským projektům a fotografickému vzdělávání.
Gómez pracuje především se zařízeními Mamiya RZ67, Sinar a Canon Inc.

## Velké výstavy
- London: Southbank Centre / Coin Street Festival Exhibit: "Equilibrium". 2009-2010.
- Invitation to Photographic Exhibit: Fotográfica Bogotá. Archivováno 3. 3. 2016 na Wayback Machine. May - Jun. 2009 Archivováno 3. 3. 2016 na Wayback Machine. A selection of 15 B/W Portraits by Miguel Gómez, along with work by: Bettina Rheims, Nan Goldinová, Erwin Olaf, Eugenio Recuenco, Cindy Sherman, Sophie Ristelhueberová, Loan Nguyen, Alexandre Orion, Chuck Close, Gottfried Helnwein, Graciela Sacco, Martin de Thurah, Olaf Breuning, Peter Beste, Robert Mapplethorpe, Tom Chambers, Alberto Korda, Arnold Newman, Bernard Silvesten, Man Ray, Graciela Iturbide.[3][4]

## Ocenění, prezentace a vyznamenání
- Vybrané a představené na webových stránkách Culture Trip: 7 fotografů z Bogoty; 2017.[5]
- Nominace / "Amphibia" - Šestá výroční cena Black and White: The Spider Awards : 2011.[6]
- Artwork (cover) k albu Thoma Cartera - 'Son Clair' - experimentální zvukový projekt London Soundmap Vydáno v Londýně, 2009.
- Uváděno a předváděno na webových stránkách British Fashion: - "Iqons": 15 Minutes of Fame : Londýn, 2008. / Archivováno: Stránka byla uzavřena na konci roku 2012.
- Pecha Kucha Night Bogota - Prezentace na rozloučenou: PKN Vol. IV : 2007 - Profil a odkaz na video
- Doporučené a vystavené na: - Popular de Lujo 2005-2007.
- Finalista: Soutěž v přednášení fotografie - Universidad Nacional de Colombia : srpen 2004.
- Člen představenstva Asociace kolumbijských fotografů ASOFOTO / ACF : červen 2002 - prosinec 2004.
- Čestné uznání - Fotomaratón - Fotomuseo: Obrázky města: říjen 2001: (Amanecer, Monserrate: Položka 31 z 50): FotoMaratón. Plus: Všechny verze konkurence
- Shared - Soutěž mladých tvůrců v Cannes / Semana - s University Creative Advertising Partner: Studio Arellano: červen 1999.[7]